# Награда „Димитрије Митриновић”
Награда „Димитрије Митриновић” додељује се за најбоља уметничка остварења у протеклој години, односно, за изузетан допринос српској култури и очувању лепих уметности. Награду додељује Фондација „Ars Longa” од 2006.

## Историјат
Фондација „Ars Longa” установила је 7. септембра 2005. Награду „Димитрије Митриновић”. Признање се додељује за најбоље уметничко остварење у протеклој години, односно за изузетан допринос српској култури и очувању лепих уметности. Награда се састоји од Повеље и цртежа, дар сликара Милутина Дедића.
Од 2019. стручни жири ради у саставу: Василије Домазет (председник), Зоран Богнар и Немања Вељовић Суброса.

## Добитници

### Од 2006. до 2010.

#### 2006.
- Радивој Шајтинац, за роман Причица, Дерета, Београд 2005.

#### 2007.
- Ђорђе Вид Томашевић, за поему Миленијада, Humanity Books, Њујорк 2006.

#### 2008.
- Угљеша Рајчевић, за књигу Затирано и затрто, Прометеј, Нови Сад 2007.

#### 2009.
- Лаура Барна, за роман Моја последња главобоља, Завод за уџбенике, Београд 2008.
- Душан Гојков, за пројекат електронског часописа за књижевност и уметност „Балкански књижевни гласник”, Београд.

#### 2010.
- Драган Јовановић Данилов, за роман Отац ледених брда, Архипелаг, Београд 2009.
- Јован Зивлак, за изузетан допринос српској култури и за очување лепих уметности.

### Од 2011. до 2020.

#### 2011.
- Радивој Станивук, за збирку песама Ноћи лутајућих звезда, Трећи трг, Београд 2010.
- Зоран Богнар, за збирку изабраних и нових песама Лавиринт куга, ИП „Book”, Београд 2010.

#### 2012.
- Видосав Стевановић, за роман Шта птица каже, Дерета, Београд 2011, и за изузетан допринос српској култури и очувању лепих уметности.

#### 2013.
- Драган Илић Ди Вого, за изузетан допринос српској култури и очување лепих уметности.

#### 2014.
- Љиљана Шоп, за изузетан допринос српској култури и очувању лепих уметности.
- Петар Цветковић, за изузетан допринос српској култури и очувању лепих уметности.[3]

#### 2015.
- Владислав Бајац, за Изабрана дела, Архипелаг, Београд 2014.
- Душко Новаковић, за књигу Овуда је ходао Башо, Трећи трг, Београд 2014.[4]

#### 2016.
- Јадранка Јовановић, за изузетан допринос српској култури и очувању лепих уметности.
- Радослав Зеленовић, за изузетан допринос српској култури и очувању лепих уметности.

#### 2017.
- Биљана Крстић, за изузетан допринос српској култури и очувању лепих уметности.
- Силвија Монрос Стојаковић, за изузетан допринос српској култури и очувању лепих уметности.

#### 2018.
- Стефан Миленковић, за изузетан допринос српској култури и очувању лепих уметности.
- Петар В. Арбутина, за изузетан допринос српској култури и очувању лепих уметности.

#### 2019.
- Бранимир Шћепановић, за књигу Уста пуна земље, Дерета, Београд, и за изузетан допринос српској култури и очувању лепих уметности.
- Радивоје Константиновић, за изузетан допринос српској култури и очувању лепих уметности.

#### 2020.
- Матија Бећковић, за књигу Кад се поново родим, СКЗ, Београд и за изузетан допринос српској култури и очувању лепих уметности.
- Љубинко Кожул, за изузетан допринос српској култури и очувању лепих уметности.

### Од 2021. до 2030.

#### 2021.
- Предраг Мики Манојловић, за изузетан допринос српској култури и очувању лепих уметности.
- Владимир Копицл, за роман Пурпурна декада, Дерета, 2020, и за изузетан допринос српској култури и очувању лепих уметности.

#### 2022.
- Жарко Лаушевић, за изузетан допринос српској култури и очувању лепих уметности.
- Мадам Пијано, за изузетан допринос српској култури и очувању лепих уметности.